# YUMING BRAND
《YUMING BRAND》(일본어: ユーミンブランド)는 아라이 유미의 첫 번째 베스트 앨범이다. 1976년 6월 20일에 도시바 EMI에서 발매되었다. 음원 발매권의 사정으로 인해 잠깐 알파 레코드에서 발매된 적도 있다. 2000년 4월 26일에 LP판을 복각해, 음질을 향상시킨 마스터링 CD가 발매되었으며, 2005년 3월 10일부터는 PC를 통한 서비스가 시작되었다.

## 해설
- 싱글 〈아노히니카에리타이〉와 〈가게리유쿠헤야〉가 히트한 뒤, 유밍이 오리지널 앨범 제작을 준비하고 있었으므로, 이들 히트곡을 수록하는 앨범으로 제작된 싱글 베스트 앨범이다.
- 1976년의 연간 앨범 판매량 제5위를 기록했다.
- 컬러 셀로판지를 이용하면 자켓이나 가사 카드의 사진을 입체로 볼 수 있다. LP판에서는 자켓의 안경에 실제로 셀로판이 붙어 있어, 자켓으로부터 떼어낼 수 있도록 하였다.
- 카세트테이프 판이 수록곡이 더 많다. CD판은 LP판과 수록곡이 같다.

## 수록곡
A면
1. あの日にかえりたい 아노히니카에리타이[*] 그 날로 돌아가고 싶어 (album mix)
싱글 〈아노히니카에리타이〉에서 가져와 앨범 첫 수록. album mix로 수록.
2. 少しだけ片想い 스코시다케카타오모이[*] 약간 짝사랑
앨범 《COBALT HOUR》에서.
3. やさしさに包まれたなら 야사시사니쓰쓰마레타나라[*] 부드럽게 감싸준다면  (single version)
싱글 〈아노히니카에리타이〉에서 가져와 앨범 첫 수록.
4. 魔法の鏡 마호노카가미[*] 마법의 거울 (single version)
싱글 〈아노히니카에리타이〉에서 가져와 앨범 첫 수록.
5. ルージュの伝言 루쥬노덴곤[*] 루즈의 전언
앨범 《COBALT HOUR》에서.

B면
1. 12月の雨 쥬니가쓰노아메[*] 12월의 비
앨범 《MISSLIM》에서.
2. 瞳を閉じて 히토미오토지테[*] 눈을 감고
앨범 《MISSLIM》에서.
3. きっと言える 깃도이에루[*] 꼭 말할 수 있어
앨범 《히코키구모》에서.
4. ベルベット・イースター 벨벳 이스터
앨범 《히코키구모》에서.
5. 翳りゆく部屋 가게리유쿠헤야[*] 흐려져 가는 방 (album mix)
싱글 《가게리유쿠헤야》에서 가져와 앨범 첫 수록. album mix로 수록.

- 작사·작곡 : 아라이 유미　편곡 : 마쓰토야 마사타카, 아라이 유미&캬라멜 마마(B-3, B-4)

## 카세트테이프 판 수록곡
Side A
1. 翳りゆく部屋 가게리유쿠헤야[*] 흐려져 가는 방 (album mix)
2. 何もきかないで 나니모키카나이데[*] 아무것도 묻지말고서
앨범 《COBALT HOUR》에서.
3. きっと言える 깃도이에루[*] 꼭 말할 수 있어
4. 12月の雨 쥬니가쓰노아메[*] 12월의 비
5. 海を見ていた午後 우미오미테이타고고[*] 바다를 보고 있던 오후
앨범 《MISSLIM》에서.
6. アフリカへ行きたい 아후리카헤이키타이[*] 아프리카로 가고싶어
앨범 《COBALT HOUR》에서.
7. ベルベット・イースター 벨벳 이스터
8. 瞳を閉じて 히토미오토지테[*] 눈을 감고

SideB
1. あの日にかえりたい 아노히니카에리타이[*] 그 날로 돌아가고 싶어 (album mix)
2. 卒業写真 소쓰교샤신[*] 졸업사진
앨범 《COBALT HOUR》에서.
3. 恋のスーパー・パラシューター 고이노슈파파라슈타[*] 사랑의 슈퍼 패러슈터
앨범 《히코키구모》에서.
4. ルージュの伝言 루쥬노덴곤[*] 루즈의 전언
5. やさしさに包まれたなら 야사시사니쓰쓰마레타나라[*] 부드럽게 감싸준다면  (single version)
6. COBALT HOUR
앨범 《COBALT HOUR》에서.
7. 魔法の鏡 마호노카가미[*] 마법의 거울 (single version)
8. 少しだけ片想い 스코시다케카타오모이[*] 약간 짝사랑

- 작사·작곡 : 아라이 유미　편곡 : 마쓰토야 마사타카, 아라이 유미&캬라멜 마마(A-3, A-7, B-3)